# Ghirardelli Square
Pour les articles homonymes, voir Ghirardelli.

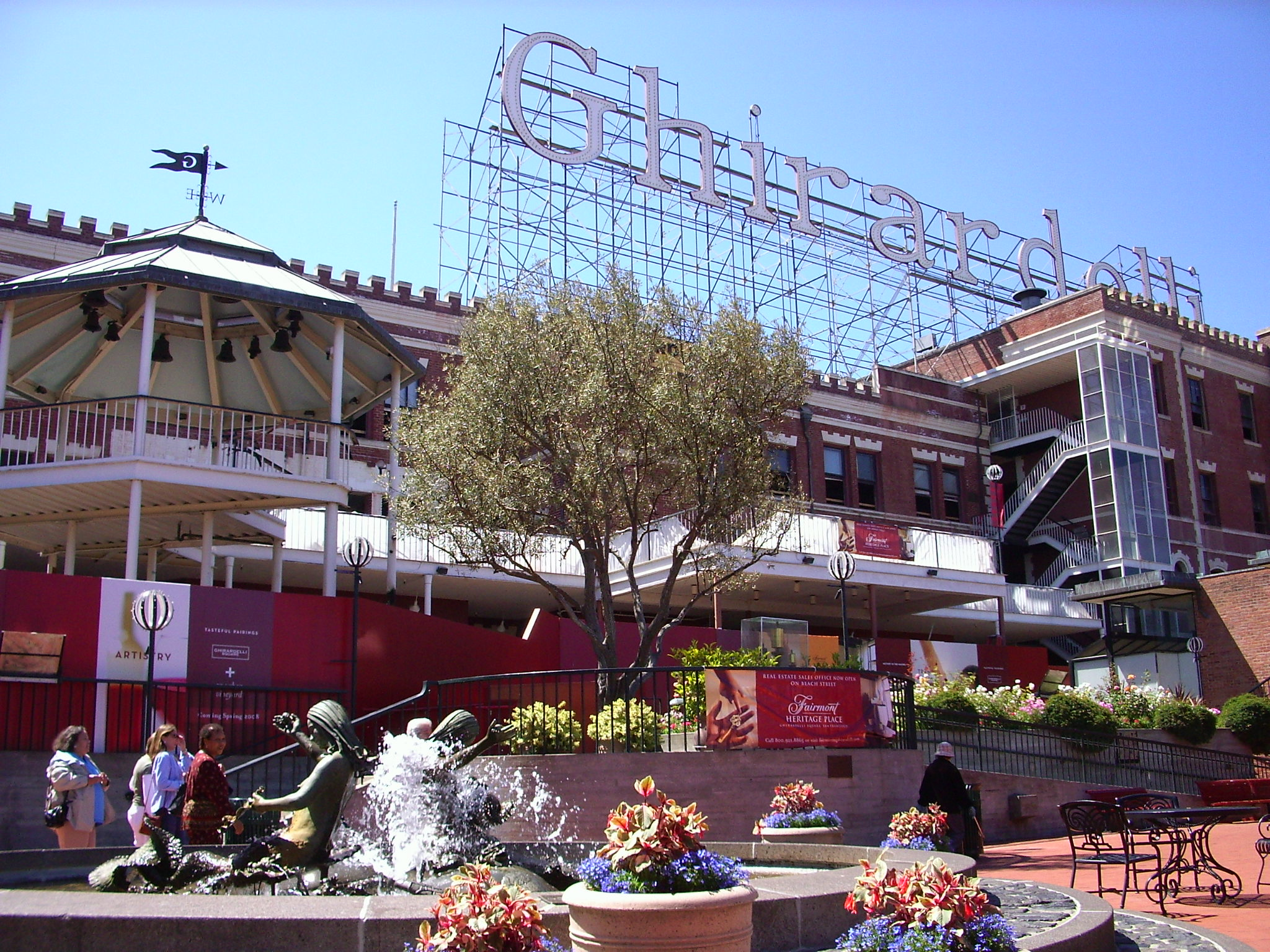
Ghirardelli Square

Ghirardelli Square (« place Ghirardelli ») est une place du quartier de Fisherman's Wharf à San Francisco (États-Unis). C'est un site historique national.